# Handbohrmaschine

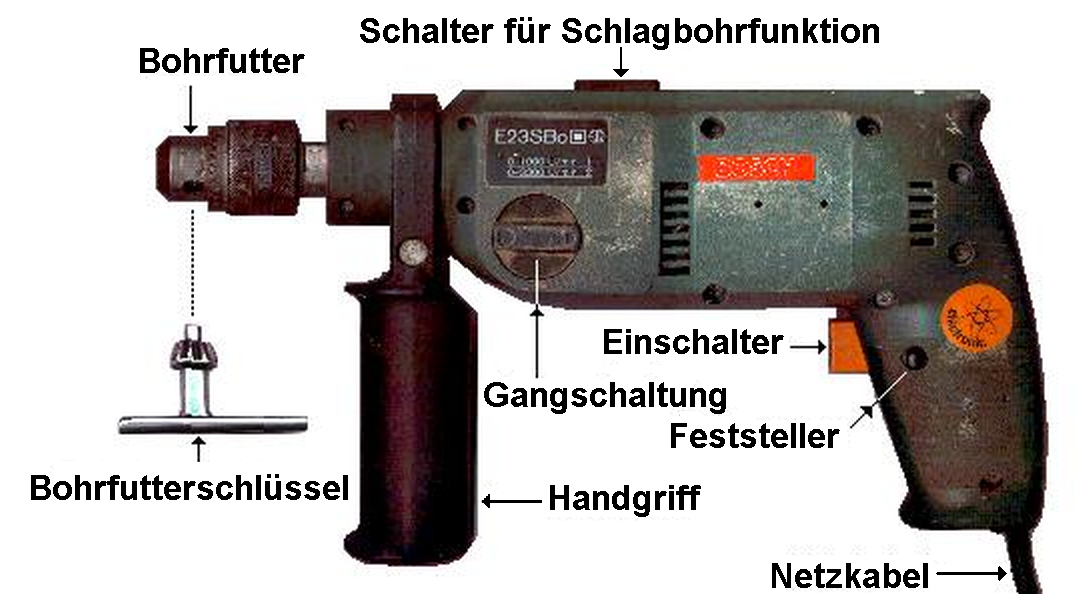
Übliche elektrische Handbohrmaschine mit zuschaltbarer Schlagbohrfunktion

Als Handbohrmaschine werden handgeführte Bohrmaschinen bezeichnet. Sie sind je nach Bauart zum Bohren in unterschiedliche Werkstoffe wie Metall, Kunststoff, Holz, Mauerwerk, Beton oder Fels geeignet.
Gemeinsames Merkmal aller Handbohrmaschinen ist die Möglichkeit, Bohrer und andere rotierende Werkzeuge in ein im Allgemeinen stirnseitig angebrachtes Bohrfutter einzusetzen.
Unterschieden werden die Handbohrmaschinen anhand einer Reihe typischer Merkmale.

## Geschichte

Pumpenbohrer

Bei den frühesten Vorläufern der Handbohrmaschinen können Geräte wie Quirlbohrer, Fiedelbohrer und Pumpenbohrer benannt werden, die ursprünglich zum Feuerbohren genutzt wurden. Die ersten handgeführten elektrisch betriebenen Bohrmaschinen wurden zu Ende des 19. Jahrhunderts mit den Bohrmaschinen von Wilhelm Emil Fein bekannt. Bis etwa zur Mitte des 20. Jahrhunderts wurden überwiegend muskelkraftbetriebende Handbohrgeräte wie beispielsweise frühe Bohrmaschinen der Marke Metabo eingesetzt. Nach dem Zweiten Weltkrieg verbreiteten sich elektrische Handbohrmaschinen zunächst in Werkstätten, bei Dienstleistungsbetrieben und in der Industrie. Bohrmaschinen für den Privatgebrauch kamen ab Mitte der 1970er Jahre in den Handel, um den Bedarf von Heimwerkern zu bedienen.

## Antrieb und allgemeine Eigenschaften
Wichtigstes Unterscheidungsmerkmal für Handbohrmaschinen ist die Art der Energiezufuhr, die manuell von Hand mittels Muskelkraft, elektrisch, hydraulisch oder pneumatisch geschehen kann. Hydraulisch angetrieben werden vorwiegend Bohrmaschinen für sehr große Leistung; sie können wegen ihres Gewichtes nicht handgeführt werden und werden daher im hiesigen Artikel nicht weiter erläutert.
Manuell betriebene Bohrmaschinen werden kaum noch eingesetzt, da es zum einen deutlich komfortabler ist, die Bohrleistung durch einen Elektro- oder Pneumatikantrieb erbringen zu lassen, und zum anderen ein präzises Führen der Bohrmaschine schwierig ist, wenn man gleichzeitig kurbeln muss. Auch an Orten, an denen kein Strom und keine Druckluft verfügbar ist, haben akkubetriebene Geräte die handangetriebenen mittlerweile ersetzt.
Pneumatische Handbohrmaschinen sind vor allem im industriellen Umfeld an vielen Fertigungsstraßen und Fließbandarbeitsplätzen verbreitet. Sie können klein und leicht gebaut werden, und ein Blockieren ist unkritisch, ebenso eine Beschädigung der Versorgungsleitung.
Eine elektrische oder pneumatische Bohrmaschine kann viel höhere Drehzahlen und eine viel höhere Leistung und damit eine höhere Schnittgeschwindigkeit erbringen als eine manuell betriebene Handbohrmaschine.
Das Gewicht einer handbetriebenen Bohrmaschine ist meist geringer als das eines motorbetriebenen Gerätes. Auch kann sie gefahrloser und unabhängig vom Stromnetz betrieben werden.
In vielen elektrischen und nahezu allen pneumatischen Maschinen lässt sich ein maximales Drehmoment einstellen, um die Gefahr eines Bohrerbruches zu verringern.
Weitere allgemeine Eigenschaften von Bohrmaschinen siehe auch im Artikel Bohrmaschine.

### Manuell

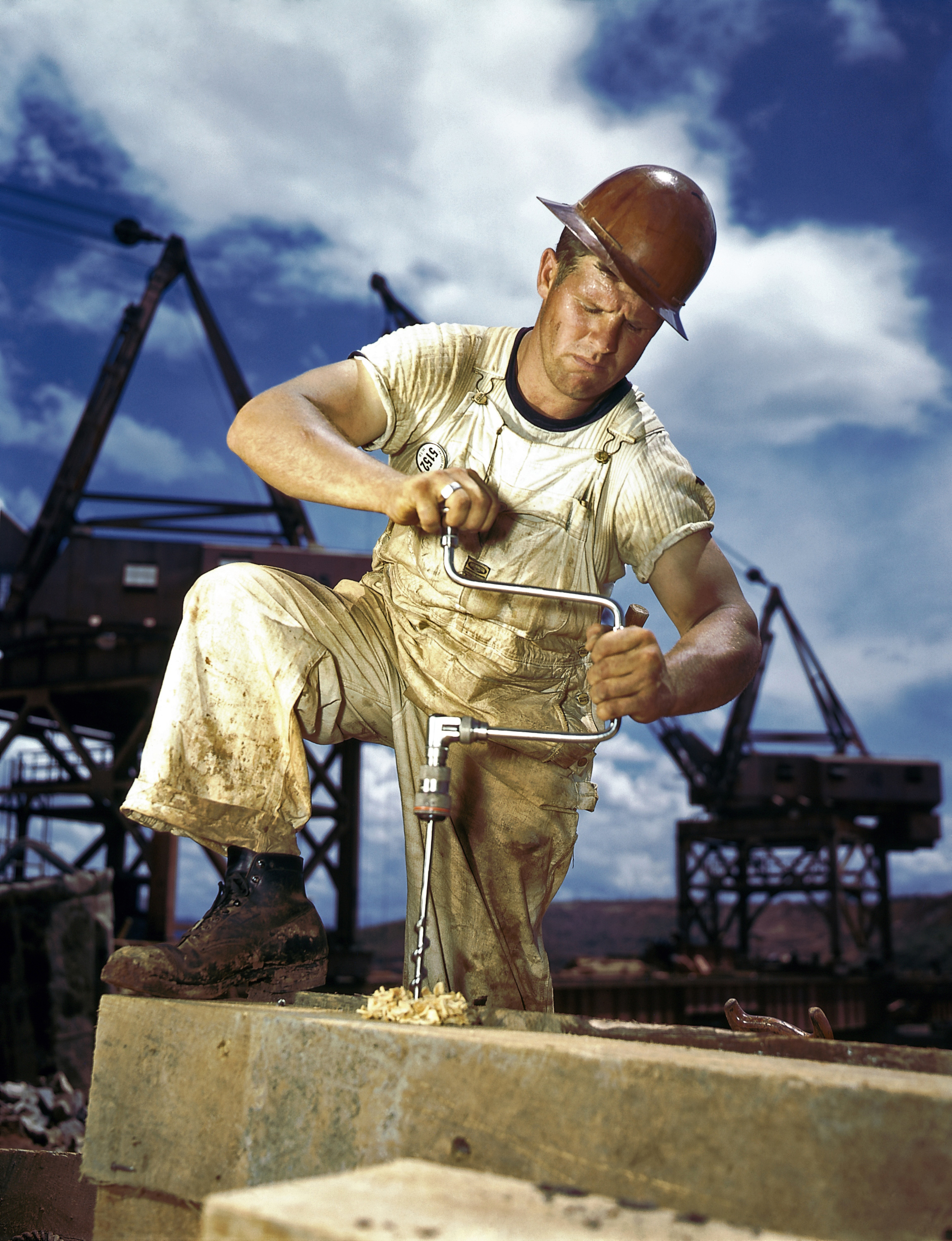
Benutzung einer Handbohrmaschine (Kurbeltechnik)

Die einfachste Art einer „Handbohrmaschine“ ist keine Maschine, sondern vielmehr ein Werkzeug (Ahle, Rennspindel (Dreule), Schneckenbohrer, Drillbohrer), das mit einem leichten Gang (siehe Bohrer) versehen ist.
Einfache, ausschließlich mit Muskelkraft betriebene Handbohrmaschinen (Vorschub- und Schnittbewegung manuell) fassen meist Bohrer von 2 bis 15 Millimetern Durchmesser. Es sind Kurbelgriffe oder Geräte mit Getriebe (oft umschaltbar) und seitlicher Kurbel. Hier werden Spiralbohrer, Forstnerbohrer oder Schlangenbohrer verwendet, die in einem Zweibackenfutter (Bohrerende rechteckig oder Vierkant), später in einem Dreibacken-Spannfutter eingespannt wurden.
Insbesondere Uhrmacher verwendeten für kleinste Bohrungen auch mit einem Pedal über Riemen angetriebene Ständerbohrmaschinen.

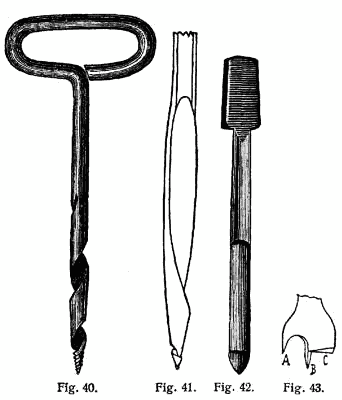
Verschiedene Bohrer
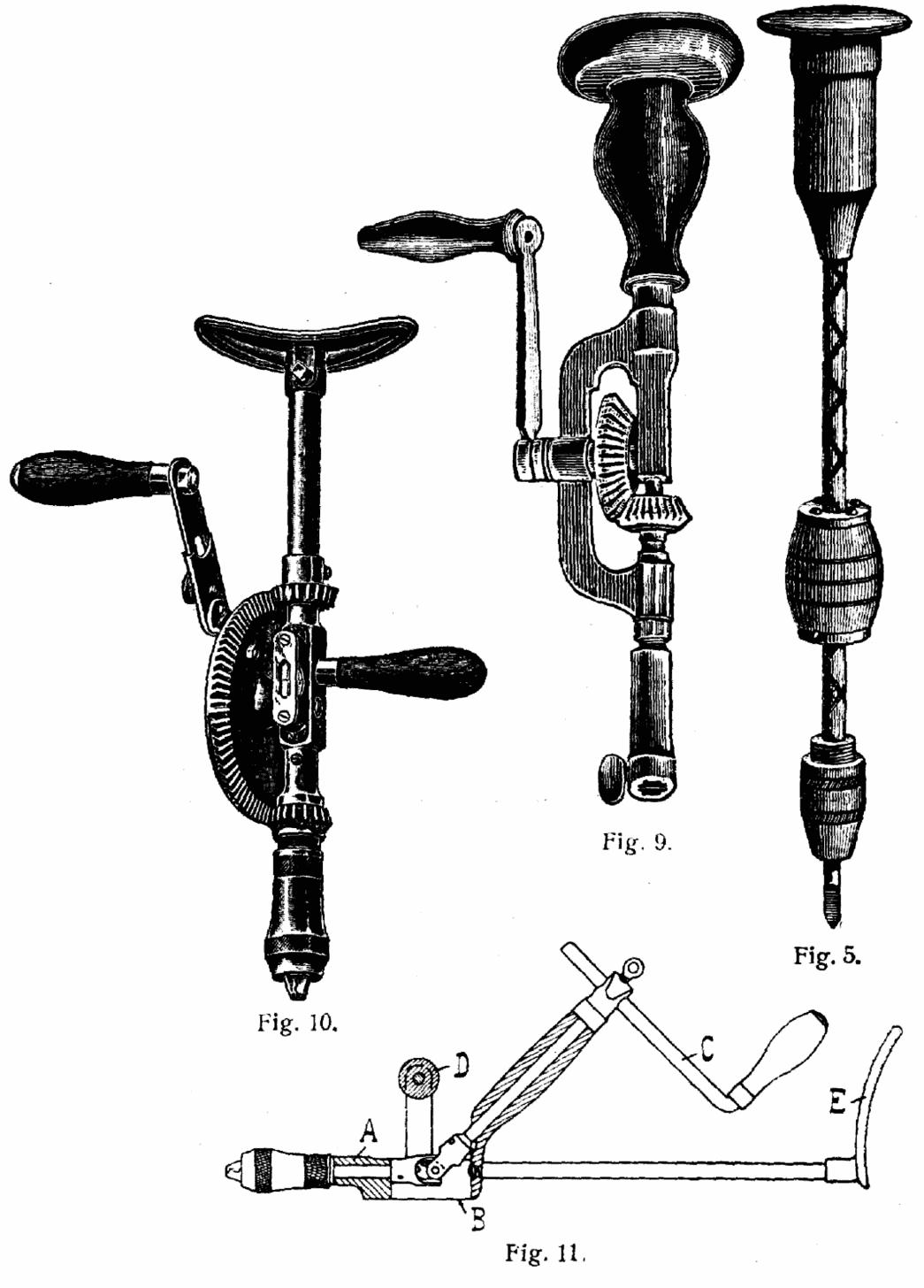
Rein manuelle Handbohrmaschinen
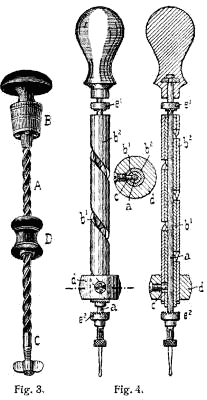
Stabbohrmaschinen (Drillbohrer)
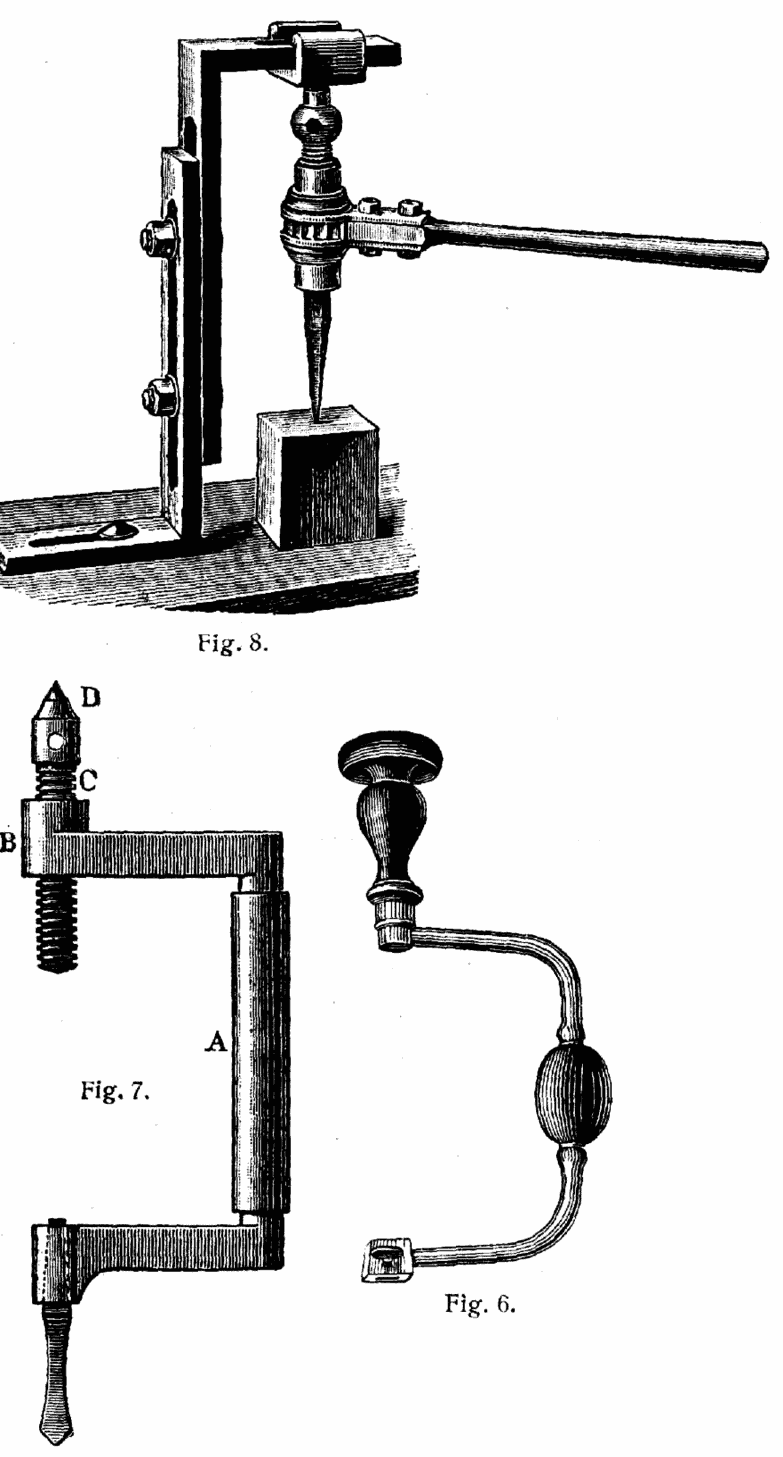
Kurbelbohrmaschinen

#### Handkurbelbohrmaschine/Bohrwinde

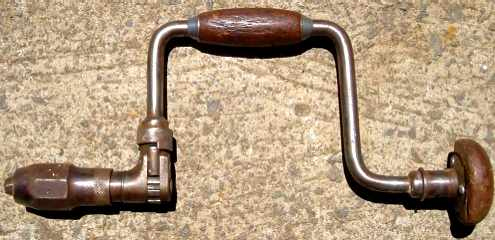
Handbohrmaschine (Kurbeltechnik)

Handkurbelbohrmaschinen weisen einen Haupt- und einen Seitengriff auf. Ist beim Bohren aufgrund der Härte des Materials großer Druck erforderlich, so kann man sich z. B. mit dem Bauch gegen den Hauptgriff stemmen.
Zum Bohren dreht man den Seitengriff in Drehrichtung des Dralls des Spiralbohrers. Versucht die Bohrmaschine dabei entgegen der Bohrrichtung auszubrechen, so kann dieser Bewegung am Seitengriff direkt entgegengewirkt werden.

#### Brustleier

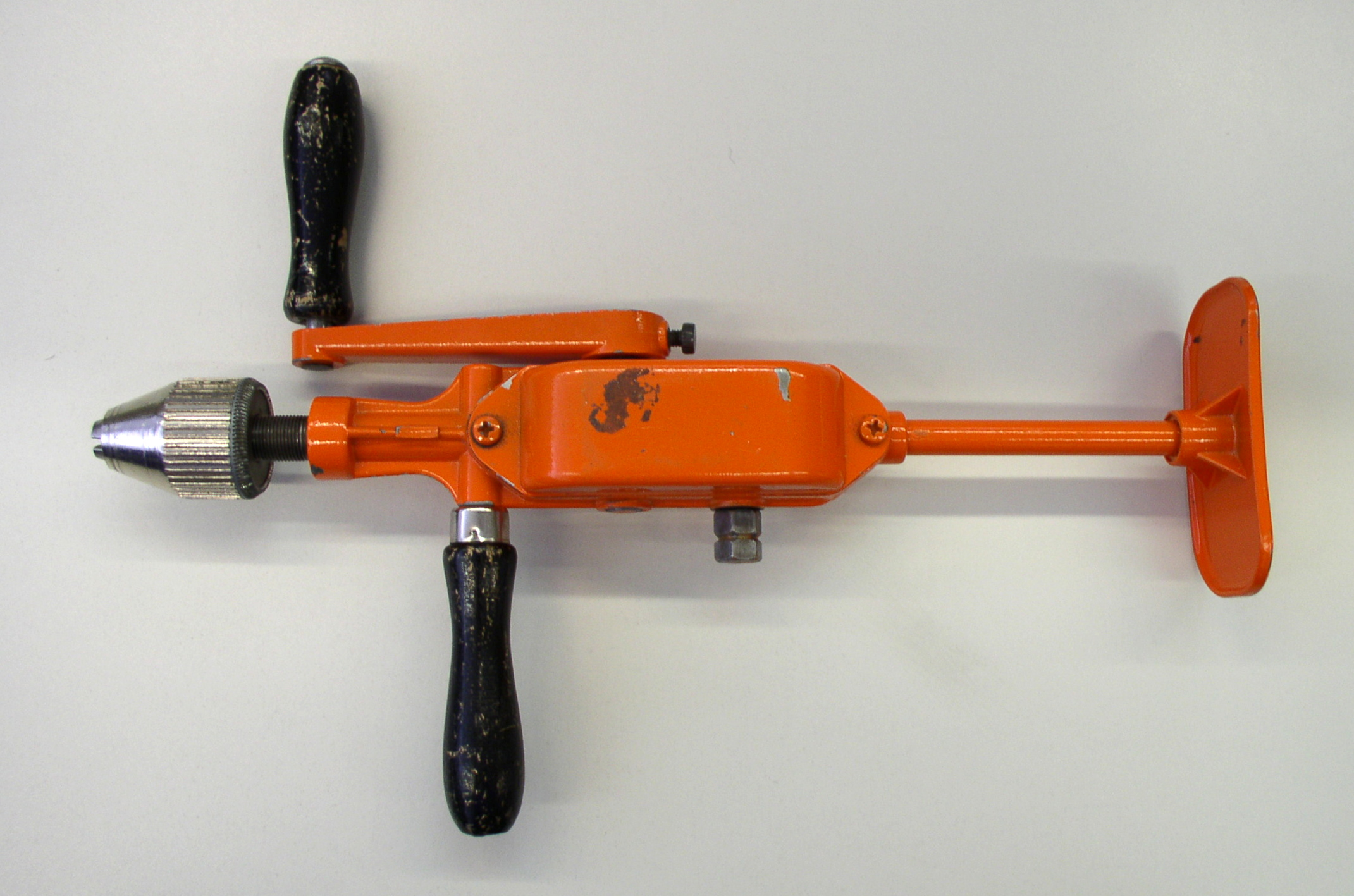
Brustleier

Eine Brustleier, auch Handbohrer genannt, ist eine manuelle, beidhändig zu bedienende Bohrmaschine, bei der die Schnittbewegung (Rotation des Bohrers) über eine Handkurbel erzeugt wird, während die Vorschubkraft mittels Muskelkraft durch Druck auf die dem Bohrfutter gegenüberliegende Abdruckfläche mit Hilfe eines weiteren Körperteiles erzeugt wird. Eine Brustleier verfügt über ein Getriebe, wodurch eine höhere Drehzahl des Bohrers erreicht werden kann. Allerdings verringert dieses zusätzliche Maschinenelement den Wirkungsgrad des gesamten Bohrsystems, ermöglicht aber in vielen Fällen die Nutzung von zwei unterschiedlichen Gängen durch einfaches Umstecken der Handkurbel auf die aus dem Gehäuse geführten Getriebeachsen.
Einfache Handbohrer haben oftmals nur eine Getriebestufe (Kegelradgetriebe).

### Elektrisch

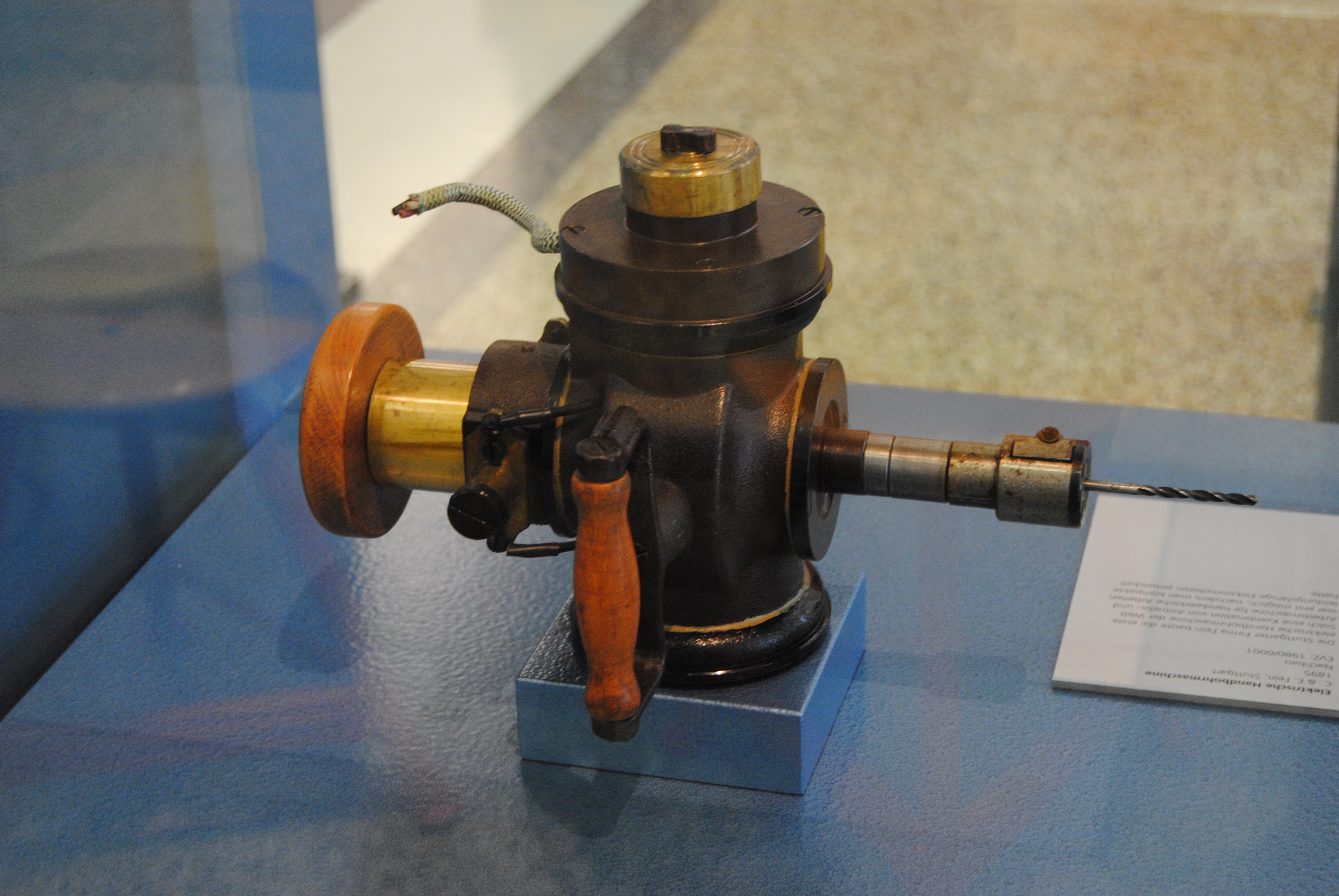
Die 1895 von Wilhelm Emil Fein (Firma C. & E. Fein) konstruierte elektrische Handbohrmaschine war eines der ersten Elektro-Handwerkzeuge.

Elektrisch angetriebene Bohrmaschinen können nach der Art der Stromversorgung unterschieden werden in Modelle mit eingebautem Akkumulator (netzunabhängig) und Modelle, die direkt an das Stromnetz angeschlossen werden müssen und damit nur netzabhängig betrieben werden können.
Das Gerät wird während des Bohrens händisch festgehalten und geführt. Zur sicheren Führung der Maschine bei großen Drehmomenten kann oft ein zusätzlicher Handgriff kurz vor dem Bohrfutter für die andere Hand angebracht werden. Häufig lässt sich auch noch ein Tiefenanschlag montieren, um die Bohrtiefe zu begrenzen. Bei der im obersten Bild dargestellten Maschine kann mit einem Umschalter zwischen zwei Getriebegängen gewechselt werden, um mit kleiner oder großer Drehzahl zu bohren. Viele Geräte haben zusätzlich einen stufenlosen elektrischen Leistungssteller (oft „Drehzahlregler“ genannt), mit dem Drehmoment und Drehzahl beeinflusst werden können.

#### Schlagbohrmaschine
Eine Schlagbohrmaschine hat ein Schlagwerk (in der Regel abschaltbar), das über den Bohrkopf mit hoher Schlagzahl kurzhubige axiale Schläge auf das zu durchbohrende Werkstück ausübt. Viele Handbohrmaschinen sind – als Schlagbohrmaschinen ausgeführt – mit einer zuschaltbaren, integrierten Schlagbohreinrichtung ausgestattet. Neuere Modelle verfügen über ein sogenanntes pneumatisches Schlagwerk.
Schlagbohren ist fast immer notwendig für Bohrungen in Stein, Mauerwerk und Beton.
Das Schlagwerk besteht fast immer aus einer Ratschenzahnung auf der Bohrspindel. Die Wirksamkeit wird nur durch hohe Andruckkraft erreicht. Systembedingt tritt ein Verschleiß der Zahnung auf. Für häufiges Bohren in Beton ist ein Bohrhammer besser geeignet.

#### Akkubohrmaschine
Akkubohrmaschinen (siehe auch Akkuwerkzeug) sind kabellose handgeführte (Schlag-)Bohrmaschinen. Ihre Einsatzgebiete sind zumeist leichte Arbeiten in Holz, Kunststoff und Metall. Die meisten Akkubohrmaschinen verfügen über kein Schlagwerk, sind also nicht für Bohrungen in hartes Gestein oder Beton geeignet.

#### Bohrhammer
Der Bohrhammer ist eine Bohrmaschine, die für Bohrungen in Stein und Beton sowie für Meißelarbeiten spezialisiert ist. Die Schlagzahl ist hier deutlich kleiner als bei der Schlagbohrmaschine, die Schlagenergie ist jedoch wesentlich höher. Im Gegensatz zur Schlagbohrmaschine werden die Schläge über ein pneumatisches Schlagwerk erzeugt, was eine höhere Schlagenergie ermöglicht. Gleichzeitig ist die notwendige Haltekraft durch den Bediener geringer als bei einer Schlagbohrmaschine gleicher Bohrleistung.

## Sonderformen

### Winkelbohrmaschine
Bei der Winkelbohrmaschine sitzt das Bohrfutter nicht stirnseitig, sondern ist um 90° gedreht. Mit dieser Bauform kann auch an Stellen gebohrt werden, die zu eng sind und keinen Platz für den Antriebsteil der Handbohrmaschine bieten. Alternativ kann ein Winkelbohrvorsatz in das Bohrfutter einer normalen Handbohrmaschine eingespannt werden, der ebenfalls ein Bohrfutter bietet, das um 90° gedreht ist.

## Beleg
- Sonderausgabe von Do It Yourself, Das Readers’ Digest Handbuch für Bastler (S. 66). (c) 1975 Verlag Das Beste GmbH, Stuttgart, für Tchibo Frisch-Röst-Kaffee Max Herz, Hamburg